# Constança de Perellós
Constança de Perellós fou una noble catalana que va viure en els temps de Joan el Caçador.
Primer fou l'esposa de Francesc de Perellós i, mort aquest, casà amb Pere de Fenollet, vescomte d'Illa, al Rosselló. Aquesta senyora desenvolupà un paper singular, en qualitat d'agregada a la casa reial dels prínceps, aleshores ducs de Girona, En Joan I i Na Violant, hereus del tron.
El monarca llavors regnant, que era Pere III el Cerimoniós, per desavinences amb el seu primogènit i la seva nora, aconseguí que els consellers de Barcelona, el 1383, demanaren al rei la destitució dels esposos Perellós de la casa del príncep Joan. El rei la concedí, però la princesa, Na Violant, que era neboda del rei de França, s'oposà a aquest fet, al·legant la innocència de la Perellós, i amenaçà el rei, el seu sogre, de denunciar l'atropellament al seu oncle, el monarca francès. Tal tibantor de relacions motivà disturbis, amenaces i, fins i tot, una rebel·lió formal del príncep Joan contra el rei, el seu pare.
Quan la Perellós, per haver mort el seu primer espòs, va contraure segones núpcies amb el vescomte d'Illa, refermaren més i més els odis entre els membres de la casa reial, fins al punt que el rei En Pere declarà la Perellós en rebel·lia i ordenà que se li formés procés, segons l'Usatge Jurisdictionis Curiae datae; declarà també rebel el seu fill En Joan en carta del 10 de gener del 1386 (Arxiu de la Corona d'Aragó, Reg. 1278), i la mateixa Perellós acudí al seu oncle, el rei francès, que es disposava a envair els territoris catalans i aragonesos, quan succeí la mort del rei En Pere; llavors, Constança de Perellós manifestà una submissió espontània, abandonà voluntàriament la casa dels prínceps i es refugià en els dominis del seu parent Lope de Gurrea, senyor d'Aliaga, on es perd tot el seu rastre. El conflicte acabà pacíficament.